# بيت عز (شبام كوكبان)

تعديل مصدري - تعديل

بيت عز هي إحدى قرى عزلة ضلاع الأعلى بمديرية شبام كوكبان التابعة لمحافظة المحويت، بلغ تعداد سكانها 473 نسمة حسب تعداد اليمن لعام 2004.